# Escudo de Liverpool

Escudo de Liverpool, versión en la que no aparecen representados el yelmo y los lambrequines.

El escudo de la ciudad de Liverpool fue concedido el 22 de marzo de 1797, reinando en Gran Bretaña Jorge III. Un día después fueron aprobadas los tenantes, término que designa las figuras que flanquean el escudo propiamente dicho si son humanas. 
Blasonamiento:

En un campo de plata, un cormorán en su color portando en su pico una rama de laver de sinople. Por tenantes, en la diestra Neptuno coronado de una orona oriental de oro, con manto de sinople, armado en su diestra con un tridente de sable y portando una bandera de plata cargada con las armas del campo; en la siniestra, Tritón en su color tocando una caracola y portando en su diestra una bandera de plata cargada con un barco de vela, contornado, en su color y sostenido por un mar de azur. Al timbre un yelmo de perfil en su color con un burelete de plata y sable, adornado de lambrequines de lo mismo; por cimera un cornorán azorado y portando en su pico una rama de laver de sinople. Por divisa "Deus Nobis Haec Otia Fecit".

Consiste en un escudo con su campo de plata (blanco) con un cormorán, llamado  Liverbird, que sostiene una rama de laver, una especie de macroalga de sinople (verde). Por tenantes se muestran las figuras de Neptuno, situado en la diestra (izquierda del espectador), y Tritón, con sus atributos habituales. Neptuno porta una corona oriental, abierta y de oro (amarilla), un tridente de sable (negro) y un manto de sinople. Tritón aparece tocando, a modo de trompa, su característica caracola. Dos de los tenantes sostienen dos banderas, el primero con las armas de la ciudad y el segundo con un barco contornado (que mira a la izquierda del escudo) sobre el mar. Al timbre un yelmo de perfil en su color, adornado de lambrequines y un burelete de plata y sable. Este último adorno consiste en un pedazo tela retorcida que se colocaba alrededor de la parte superior del casco de los caballeros. La cimera es el adorno situado sobre el yelmo que también se muestra en la parte superior de algunos escudos de armas. La cimera de Liverpool tiene los mismos muebles heráldicos (figuras) que sus armas pero, a diferencia del blasón, en la cimera el cormorán se encuentra azorado (con sus alas abiertas). En algunas versiones se han omitido el yelmo y los lambrequines.
Todos los elementos reflejan la importancia que ha tenido el mar y la navegación para la ciudad, situada sobre el lado este del estuario del río Mersey (Noroeste de Inglaterra). El cormorán, una especie muy común en la zona, se incorporó al nuevo sello de Liverpool acuñado en 1644. El motivo central del anterior, destruido aquel mismo año, fue el Águila de San Juan. Fue otorgado en 1207 por el rey Juan sin Tierra.
En el escudo, escrito en una cinta situada en su parte inferior, también se muestra el lema de la ciudad "Deus Nobis Haec Otia Fecit", que en latín significa "Dios nos ha dado esta tranquilidad".
Es una cita de Virgilio (Bucólicas lib. I, 6) en la que se elogia la vida en el campo.